# Блехман Михайло Самійлович
Михайло Самійлович Блехман (народився в 1951 в Харкові) — український письменник, перекладач. Пише українською, російською, англійською.

## Життєпис
Закінчив Харківський державний університет за спеціальністю «Комп'ютерна лінгвістика». Захистив кандидатську дисертацію (кандидат філологічних наук) в Ленінградському державному університеті.
З 1998 мешкає з родиною в Монреалі (Канада).
Пише прозу, редагує Інтернет-альманах «Порт-Фоліо».
Член Канадської письменницької асоціації.

## Відзнаки
Нагороджений медаллю Антона Чехова
За книжку оповідань «Час збирати метафори» удостоєний звання лауреата Міжнародної літературно-мистецької премії імені Пантелеймона Куліша (2016).